# 葉爾傑日-葉爾湖
56°16′18″N 48°32′14″E / 56.2717°N 48.5373°E
葉爾傑日-葉爾湖（俄语：Ергеж-Ер），是俄羅斯的湖泊，位於該國西部，由馬里埃爾共和國負責管轄，長0.35公里、寬0.15公里，面積0.0045平方公里，海拔高度108米，最大水深13米。